# Lebensversicherungsanstalt für die Armee und Marine

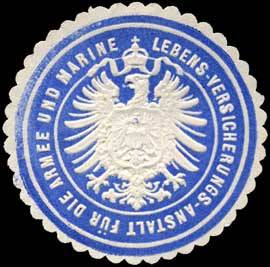
Siegelmarke Lebensversicherungsanstalt für die Armee und Marine

Die Lebensversicherungsanstalt für die Armee und Marine wurde am 1. Juli 1872 eröffnet. Ihre Statuten waren durch eine Allerhöchste Kabinettsorder (A.K.O.) bereits am 26. Dezember 1871 genehmigt.

## Geschichte
Nach Beendigung der Einigungskriege aber besonders des Deutsch-Französischen Krieges 1871 mit über 40.000 Toten wurde die Versorgung der Hinterbliebenen zu einer dringenden Aufgabe. Um die Versorgungslücke zu schließen, wurde eine Lebensversicherungsanstalt mit Sitz in Berlin für Militärangehörige mit relativ moderaten Beitragssätzen gegründet.
Sie hatte den Zweck, Kapitalien in Höhe von 500 bis 20.000 Mark beim Eintritt des Todes, auch für den Fall des Todes im Krieg und bei inneren Unruhen, zu versichern. Sie war eine auf Gegenseitigkeit gegründete Anstalt, aber es fand keine Gewinnverteilung aus Überschüssen statt. Die erwirtschafteten Überschüsse flossen in einen Fonds, der die Deckung für die Verluste durch Kriegsgefahr und außerordentliche Sterblichkeit gewähren sollte. Dagegen waren auch die Versicherten gegen Nachzahlung insoweit gesichert, dass bei außerordentlichen Verlusten, sofern die Fonds der Anstalt nicht ausreichten, zunächst für das vom deutschen Kaiser bewilligte Kapital in der Höhe von drei Millionen Mark Garantie bot.
Die Anstalt stand unter Oberaufsicht des Kriegsministers und unter Aufsicht eines aus fünf Mitgliedern bestehenden Verwaltungsrates. Der Vorsitzende dieses Verwaltungsrates wurde vom Kriegsminister bestimmt, die übrigen vier Mitglieder auf drei Jahre von der Generalversammlung gewählt. Die Mitglieder des Verwaltungsrates versahen ihr Amt unentgeltlich als Ehrenamt.
Als Versicherte konnten aufgenommen werden: sämtliche Offiziere, Ärzte und im Offiziersrang stehende Militärbeamte, Offiziere zur Disposition, die Offiziere der Reserve und der Landwehr, Zivilbeamte der Militär- und Marineverwaltung, verheiratete aktive Unteroffiziere und zum Teil auch die unteren Militärbeamten. Bei Bestätigung der Anstalt wurde durch A.K.O. vom 26. Dezember 1871 allen, welche nach der Konstituierung der Anstalt als Offiziere, Ärzte oder Militärbeamte in der Armee und Marine oder ihrer Verwaltungen angestellt waren, die Verpflichtung auferlegt, bei der Lebensversicherungsanstalt den geringsten zulässigen Kapitalbetrag zu versichern.
Im Jahr 1880 betrug die jährliche Prämie von 100 Mark Versicherungssumme bei einem Eintrittsalter von 16 bis 20 Jahren 1,80 Mark. Bei einem Eintrittsalter von 60 Jahren, dem höchst zulässigen Alter, betrug der Beitrag 7,16 Mark. Mit der Übernahme der Versorgung durch den Staat entfiel 1888 die Versicherungspflicht und die Lebensversicherungsanstalt für die Armee und Marine wurde zu einer freiwilligen Versicherung.
Die Anstalt fusionierte 1929 mit der Preußischen Rentenversicherungsanstalt und der Kaiser-Wilhelms-Spende. Im selben Jahr erfolgte die Umfirmierung in die „Deutsche Beamten-Versicherung öffentliche Lebens- und Renten-Versicherungsanstalt“ DBV. 1990 kam es zur Gründung der DBV Holding AG und 1996 zur Übernahme der Winterthur-Versicherungen in München und Umfirmierung in DBV-Winterthur Holding AG. 2006 erfolgte der Verkauf an die AXA-Gruppe.